# Station Bliżyn
Station Bliżyn is een spoorwegstation in de Poolse plaats Bliżyn.